# Úlcera de pierna
Una úlcera de la pierna es una lesión abierta crónica de la piel, crateriforme, que se da entre la rodilla y el tobillo en el ser humano. La pierna es particularmente vulnerable a trastornos circulatorios ocasionando úlceras y dificultando su normal cicatrización. 
Existen clásicamente tres etiologías habituales:
- La úlcera venosa en el caso de una insuficiencia venosa de los miembros inferiores a veces consecutiva a una flebitis o varices. Representan el 90% de las úlceras de pierna.

- La úlcera arterial en caso de trastorno circulatorio arterial. La arteriopatía obliterante de los miembros inferiores consecutiva a una ateroesclerosis puede manifestarse por una claudicación y dolores, pero también favorecer la aparición de una úlcera cutánea y retrasar su cicatrización.

- La úlcera de angiodermitis necrótica es una entidad particular correspondiente a una microangiopatía secundaria a una hipertensión arterial o una diabetes. Afecta esencialmente a las mujeres.